# Buslijn 43 (Haaglanden)
Buslijn 43 rijdt sinds 1966 tussen Den Haag en Leiden via Wassenaar in de regio Haaglanden in de Nederlandse provincie Zuid-Holland. Het is de belangrijkste buslijn naar Wassenaar, en de lijn die het langst hetzelfde lijnnummer heeft in deze regio.

## Historie
Buslijn 43 ging rijden in 1966, en was een van de opvolgers van de Gele Tram (lijn I - 2), die tot 1961 reed. Die reed echter vanaf de Turfmarkt en door het centrum en op vrije baan via de Benoordenhoutseweg, terwijl lijn 43 vertrok vanaf Station HS. Daar was toen een heel krap busstation, voor maar liefst acht lijnen. Lijn 43 reed via de Merwedestraat, Lekstraat, station Staatsspoor en Bezuidenhoutseweg. Zodoende hoefde de bus richting Leiden niet linksaf te slaan op de zeer drukke N44 bij de Zijdeweg (en dat is ook allang niet meer mogelijk). Pas in 1984 verviel beginpunt Station HS en werd Station Den Haag Centraal het beginpunt. Vanaf het busstation ging het omlaag via de toenmalige busbaan die uitkwam tegenover de Theresiastraat. Vervolgens naast de Utrechtse Baan naar de Bezuidenhoutseweg.
Vervolgens werd vanop het viaduct over de Leidse Straatweg (N44) bijna de gehele oude tramroute door Wassenaar gevolgd. Vooral naast de Groot Haesebroekse weg is de ruimte van de oude trambaan nog goed te zien naast de weg. Sinds 1973 was lijn 91 er meestal ook bij: deze reed dezelfde route, maar ging verder naar Katwijk. In 1988 werd Wassenaar zijn eindpunt, en in 1991 wordt lijn 91 opgeheven. In 1997 keerde lijn 91 terug, maar via de N44, dus lijn 43 heeft het rijk alleen. In 2002 werd lijn 91 weer opgeheven. In 2004 was lijn 91 weer terug, maar weer niet op dezelfde route als lijn 43. In 2011 gebeurde dat dan toch, maar in 2015 werd lijn 91 vernummerd in lijn 44. In Wassenaar is de belangrijkste overstaphalte, Van Oldebarneveltweg, op de plaats van het vroegere tramstation. Hierna werd tot circa 1968 de oude tramroute gevolgd, door de Van Zuijlen van Nijeveltstraat-Deylerweg, tot aan het Rozenplein. Tussen Wassenaar en Leiden moesten en moeten andere wegen gevolgd worden, vanwege nieuwe wijken, omdat de oude trambaan verdwenen is, fietspad is geworden, of niet gevolgd kan worden omdat de infrastructuur veranderd is. In Leiden ging lijn 43 later via het universiteitsterrein rijden, want dat was er vroeger nog niet. Beide lijnen werden geëxploiteerd door de NZH tot 1 juni 1994. Daarna namen anderen de dienst over: Westnederland, ZWN, Connexxion, Veolia, Connexxion en ten slotte EBS. Doordeweeks wordt er om de 30 minuten gereden, en lijn 44 doet dat ook, zodat er dus een kwartierdienst is tussen Den Haag en Wassenaar.